# Dipartimento di Salémata
Il dipartimento di Salémata (fr. Département de Salémata) è un dipartimento del Senegal, appartenente alla regione di Kédougou. Il capoluogo è la città di Salémata. Il dipartimento attuale venne creato nel 2008 scorporando parte del territorio del dipartimento di Kédougou, elevato a regione.
Il dipartimento di Salémata comprende (al 2012) 1 comune (il capoluogo Salémata) e 2 arrondissement:
- Dakateli
- Dar Salam